# Tribolium confusum
Petit ver de la farine, Tribolion brun de la farine
Espèce
Tribolium confusum, le petit ver de la farine, tribolion brun de la farine, est une espèce d'insectes coléoptères de la famille des Tenebrionidae à répartition cosmopolite.
C'est un insecte ravageur commun connu pour attaquer et infester les denrées alimentaires stockées, notamment la farine et les grains de céréales, dans les silos, entrepôts, boulangeries, épiceries et maisons particulières.

## Distribution et habitat
L'espèce est probablement originaire d'Afrique, mais a acquis une répartition cosmopolite, avec une préférence pour les climats tempérés. Elle a été signalée pour la première fois en Europe en 1900 en Tchécoslovaquie.

## Description
L'adulte est un petit insecte, long de 2,6 à 4,4 mm, au corps allongé, de couleur brun rougeâtre brillant. 
L'appendice prosternal est nettement élargi à l'apex.
Les antennes se terminent en massue composée de cinq articles.
L'insecte est très proche morphologiquement de Tribolium castaneum (tribolion rouge de la farine). Certains détails permettent de distinguer les deux espèces : chez Tribolium confusum, la massue antennaire est plus graduellement élargie, l'espace entre les yeux est plus large (environ 50 % de la largeur de la tête), les yeux comportent seulement deux facettes à leur point le plus étroit.
Les œufs, oblongs, mesurent en moyenne 0,6 x 0,3 mm. De couleur blanchâtre, presque transparente, ils sont lisses et recouverts d'une substance visqueuse qui leur permet d'adhérer aux denrées infestées.
La larve est de couleur blanc crème, la tête et l'appendice fourchu situé à l'extrémité de l'abdomen étant nettement plus foncés, particularité qui permet de distinguer les larves et les nymphes de Tribolium d'autres coléoptères infestant les grains. Elle porte trois paires de pattes attachées aux segments suivant immédiatement la tête.

## Biologie
Les adultes sont très actifs et se déplacent rapidement quand ils sont dérangés, mais ils sont incapables de voler.
La durée de vie moyenne des adultes est d'environ un an. Les femelles, très prolifiques, pondent une moyenne d'environ 450 œufs. Ceux-ci sont pondus directement sur les matières alimentaires (farine, grains cassés) auxquelles ils adhèrent grâce à une sécrétion collante. 
Les larves éclosent au bout de cinq à douze jours et achèvent leur croissance en un à quatre mois. Au dernier stade de développement, les larves, de couleur jaunâtre, mesurent environ 5 mm de long.
le nombre de stades larvaires varie de 5 à 12 selon la température, l'humidité relative et la qualité de l'alimentation.
L'émergence de l'adulte a lieu six jours après la nymphose à 32,5 °C et une humidité relative de 70 %.
Le développement complet de l'œuf à l'adulte se fait en six semaines environ dans des conditions climatiques favorables.
L'optimum thermique de l'espèce se situe entre 32 et 35 °C, son développement s'arrête au-dessous de 22 °C. Elle résiste aux basses hygrométries.
Ces insectes ont un régime très polyphage Ce sont des cléthrophages secondaires qui se nourrissent, tant au stade larvaire qu'au stade adulte, surtout de brisures et attaquent les grains endommagés, suivant souvent les charançons en aggravant leurs dégâts.
Tribolium confusum peut aussi se nourrir sur sept espèces de champignons, et par prédation aux dépens d'autres insectes des grains, notamment Plodia interpunctella, la pyrale indienne de la farine.
Ces insectes peuvent aussi se cannibaliser, surtout si la densité de population est élevée. Les larves peuvent consommer les œufs, les nymphes et les adultes immatures, les adultes peuvent cannibaliser tous les stades sauf les adultes,.

## Dégâts
Le tribolium brun attaque les grains endommagés ou brisés ; on le trouve surtout dans la farine, la poussière et les impuretés. Ce coléoptère cause des dégâts en s'alimentant mais probablement davantage en contaminant les grains, par les cadavres d'insectes, les mues et pelotes fécales, ainsi que des liquides (quinones), et en donnant une mauvaise odeur aux denrées infestées.
Cela peut entraîner une mauvaise acceptation des aliments par le bétail et le rejet par les acheteurs de grains. Souvent, l'infestation par les tribolions favorise le développement de moisissures, qui contribuent à réduire considérablement la qualité et la valeur du grain.

## Ennemis naturels
Parmi les ennemis naturels de Tribolium confusum figurent notamment des acariens, tels que Pediculoides ventricosus, Acarophenax tribolii, Blattisocius keegani et Blattisocius tarsalis (prédateur des œufs), et des insectes hyménoptères parasitoïdes de la famille des Bethylidae, comme Holepyris syvanidis (syn. : Rhabdepyris zea), qui parasitent les larves. 